# 欒書
欒 書（らん しょ、? - 紀元前573年）は、中国春秋戦国時代の晋の政治家。姓は姫、氏は欒、諱は書、諡は武。欒武子と呼ばれる。欒枝の孫、欒盾の子。晋の厲公を弑した。
紀元前597年、欒書は晋公室から分かれた名門・欒家の当主として邲の戦いにも参加したが、この戦いで晋軍は荘王率いる楚軍に大敗北を喫し、欒書が佐将を務める下軍も善戦した末に全滅した。
この戦いの結果、覇権は晋から遠ざかるが、晋は景公のもとで力を蓄え、鞍の戦いで斉を破るなどして少しずつ力を取り戻していった。紀元前575年、景公の死後、厲公の代になると、かつて邲の戦いで敗れた楚との間に鄢陵の戦いが勃発した。この頃には欒書も古参の老臣となっており、中軍の将（元帥）として参戦し、見事に楚軍を打ち破った。しかし、この勝利に奢った厲公は驕慢になり、当時の晋の朝廷で最大の勢力を持っていた郤氏を族滅した。紀元前573年、身の危険を感じた欒書は大臣の荀偃（中行偃）と謀って厲公を弑し、周より晋襄公の曾孫の公孫周を迎えて即位させ、悼公とした。その直後に欒書は正卿の座を次卿の韓厥に譲り、政界から引退する。
同じ年に欒書は死去し、家督は嫡子の欒黶が相続するが、悼公のもとで晋は覇権を確固たるものとした。